# عامود لوني
العمود اللوني في الكيمياء، هو طريقة اللوني المستخدمة لتنقية المركبات الكيميائية الفردية من خليط من المركبات. وغالبًا ما يتم استخدامه في التطبيقات التحضيرية على مقاييس من ميكروجرام حتى الكيلوجرامات. الميزة الرئيسية للكروماتوغرافيا العمود هو التكلفة المنخفضة نسبيا والتخلص من المرحلة الثابتة المستخدمة في هذه العملية. هذا الأخير يمنع التلوث المتبادل وتدهور المرحلة الثابتة بسبب إعادة التدوير.
العمود الكروماتوغرافي التحضيري الكلاسيكي هو أنبوب زجاجي بقطر يتراوح من 5 ملم إلى 50 ملم وارتفاعه من 5 سم إلى 1 متر مع صنبور ونوع من المرشح (غطاء زجاجي أو غطاء من الصوف الزجاجي) لمنع فقدان المرحلة الثابتة) في القاع. يتم استخدام طريقتين عادة لإعداد عمود: الطريقة الجافة والطريقة الرطبة.
بالنسبة للطريقة الجافة، يتم تعبئة العمود أولاً بمسحوق طوري ثابت جاف، متبوعًا بإضافة مرحلة متحركة، يتم مسحه عبر العمود حتى يصبح رطباً بالكامل، ومن هذه النقطة لا يسمح له بالجفاف. [1]
بالنسبة للطريقة الرطبة، يتم تحضير ملاط من الشفاف مع مسحوق الطور الثابت ثم يسكب بعناية في العمود. يجب توخي الحذر لتجنب فقاعات الهواء. هو pipetted حل من المواد العضوية على رأس المرحلة الثابتة. هذه الطبقة عادة ما تكون مغطاة بطبقة صغيرة من الرمل أو بالقطن أو الصوف الزجاجي لحماية شكل الطبقة العضوية من سرعة الشارة المضافة حديثا. يتم تمرير Eluent ببطء عبر العمود لدفع المادة العضوية. غالبًا ما يتم وضع الخزان الغضروفي كرويًا أو قمع الفصل المملوء والقابل للانقطاع في أعلى العمود.
يتم الاحتفاظ بالمكونات الفردية بواسطة الطور الثابت بشكل مختلف ومنفصل عن بعضها البعض أثناء تشغيلها بسرعات مختلفة خلال العمود مع الشفاف. في نهاية العمود، يتم تجاهل واحد في كل مرة. خلال عملية اللوني بالكامل يتم جمع eluent في سلسلة من الكسور. يمكن جمع الكسور تلقائيا عن طريق جامعي الكسور. يمكن زيادة إنتاجية اللوني عن طريق تشغيل عدة أعمدة في كل مرة. في هذه الحالة، يتم استخدام جامعات تيار متعددة. يمكن مراقبة تركيبة التدفق الشظوي ويتم تحليل كل جزء للمركبات المذابة، على سبيل المثال. بواسطة التحليل اللوني التحليلي، أطياف امتصاص الأشعة فوق البنفسجية، أو الفلورة. يمكن رؤية المركبات الملونة (أو مركبات الفلورسنت بمساعدة مصباح الأشعة فوق البنفسجية) من خلال الجدار الزجاجي كنقاط متحركة.

## المرحلة الثابتة
المرحلة الثابتة أو الممتزة في الفصل الكروماتوجرافي هي مادة صلبة. الطور الثابت الأكثر شيوعًا للكروماتوغرافيا العمودية هو هلام السليكا، وهو ثاني أكثر الألومينا شيوعا. غالبا ما يستخدم مسحوق السليولوز في الماضي. ومن الممكن أيضًا استخدام كروماتوجراف التبادل الأيوني، كروماتوغرافيا الطور العكسي (RP) ، أو اللوني المتقارب أو الامتصاص الممتد للسرير (EBA). تكون المراحل الثابتة عادةً من المساحيق أو المواد الهلامية الأرضية الرقيقة و / أو هي ذات مسامات صغيرة لسطح زائد، على الرغم من استخدام طبقة مميعة في EBA. هناك نسبة مهمة بين وزن المرحلة الثابتة والوزن الجاف لخليط الحليلة التي يمكن تطبيقها على العمود. بالنسبة لكروماتوغرافيا عمود السيليكا، تكمن هذه النسبة في حدود 20: 1 إلى 100: 1 ، اعتمادًا على مدى قرب بعضها البعض من أن مكونات analytte.

## الطور المتحرك (الشاطف)
المرحلة المتنقلة أو eluent إما عبارة عن مذيب نقي أو خليط من مذيبات مختلفة. يتم اختياره بحيث تكون قيمة معامل الاحتفاظ لمركب الفائدة حوالي 0.2 إلى 0.3 تقريبًا لتقليل الوقت ومقدار eluent لتشغيل الكروماتوغرافي. كما تم اختيار الشفاف حتى يمكن فصل المركبات المختلفة بفعالية. هو الأمثل eluent في presests صغيرة الحجم، في كثير من الأحيان باستخدام كروماتوغرافيا طبقة رقيقة (TLC) مع نفس المرحلة الثابتة.
هناك معدل تدفق الأمثل لكل فصل معين. يعمل معدل التدفق الأسرع للشعاع على تقليل الوقت اللازم لتشغيل عمود وبالتالي تقليل الانتشار، مما يؤدي إلى فصل أفضل. ومع ذلك، فإن الحد الأقصى لمعدل التدفق يكون محدودًا نظرًا لأنه يلزم وجود وقت محدد لكي يتوازن التحليل من مرحلة ثابتة ومرحلة متحركة، راجع معادلة Van Deemter. عمود مختبر بسيط يمتد بواسطة تدفق الجاذبية. يمكن زيادة معدل تدفق مثل هذا العمود عن طريق تمديد عمود الطفو الطازج أعلى قمة الطور الثابت أو انخفاضه بواسطة عناصر التحكم في الحنفية. يمكن تحقيق معدلات تدفق أسرع باستخدام المضخة أو باستخدام الغاز المضغوط (مثل الهواء أو النيتروجين أو الأرجون) لدفع المذيب عبر العمود (اللوني العمودى). المرحلة المتنقلة أو eluent إما عبارة عن مذيب نقي أو خليط من مختلف المذيبات. يتم اختياره بحيث تكون قيمة معامل الاحتفاظ لمركب الفائدة حوالي 0.2 إلى 0.3 تقريبًا لتقليل الوقت ومقدار eluent لتشغيل الكروماتوغرافي. كما تم اختيار الشفاف حتى يمكن فصل المركبات المختلفة بفعالية. هو الأمثل eluent في presests صغيرة الحجم، في كثير من الأحيان باستخدام كروماتوغرافيا طبقة رقيقة (TLC) مع نفس المرحلة الثابتة.
هناك معدل تدفق الأمثل لكل فصل معين. يعمل معدل التدفق الأسرع للشعاع على تقليل الوقت اللازم لتشغيل عمود وبالتالي تقليل الانتشار، مما يؤدي إلى فصل أفضل. ومع ذلك، فإن الحد الأقصى لمعدل التدفق يكون محدودًا نظرًا لأنه يلزم وجود وقت محدد لكي يتوازن التحليل من مرحلة ثابتة ومرحلة متحركة، راجع معادلة Van Deemter. عمود مختبر بسيط يمتد بواسطة تدفق الجاذبية. يمكن زيادة معدل تدفق مثل هذا العمود عن طريق تمديد عمود الطفو الطازج أعلى قمة الطور الثابت أو انخفاضه بواسطة عناصر التحكم في الحنفية. يمكن تحقيق معدلات تدفق أسرع باستخدام المضخة أو باستخدام الغاز المضغوط (مثل الهواء أو النيتروجين أو الأرجون) لدفع المذيب عبر العمود (العمود اللوني للفراغ).
يكون حجم الجسيمات في الطور الثابت أكثر دقة بشكل عام في تحليل كروماتوجرافي عمود الفلاش مما هو في كروماتوغرافيا عمود الجاذبية. على سبيل المثال، واحدة من أكثر درجات هلام السيليكا المستخدمة على نطاق واسع في التقنية السابقة هي شبكة 230-400 (40-63 ميكرومتر) ، في حين أن التقنية الأخيرة تتطلب عادة شبكة 70 - 230 (63 - 200 ميكرون) هلام السيليكا. [5]
تم تطوير جدول بيانات يساعد في التطوير الناجح لأعمدة الفلاش. ويقدر جدول البيانات حجم الاحتفاظ وحجم نطاق التحليلات، وأرقام الكسور المتوقع احتواؤها على كل تحليل، والقرار بين القمم المجاورة. تسمح هذه المعلومات للمستخدمين باختيار المعلمات المثلى لفواصل المقاييس التحليلية قبل محاولة محاولة تنفيذ عمود الفلاش نفسه.

## الأنظمة الآلية
يعتبر الفصل الكروماتوغرافي للعمود مرحلة تستهلك الكثير من الوقت في أي مختبر، ويمكن أن تصبح بسرعة عنق الزجاجة لأي مختبر عملي. لذلك، قام العديد من المصنعين مثل Biotage و Buchi و Interchim و Teledyne Isco بتطوير أنظمة الفصل اللوني التلقائية (يشار إليها عادةً باسم LPLC ، كروماتوغرافي سائل منخفض الضغط، حوالي 350-525 كيلو باسكال أو 50.8-76.1 psi) مما يقلل من مشاركة الإنسان في عملية التطهير. وستشمل الأنظمة الآلية المكونات التي توجد عادة في أنظمة الفصل الكروماتوغرافي السائلة عالية الأداء (HPLC) الأكثر تكلفة مثل مضخة التدرج، ومنافذ حقن العينات، وكاشف للأشعة فوق البنفسجية وجامع جمع لجمع الشرائط. عادة يمكن لهذه الأنظمة الآلية فصل العينات من بضعة مليغرامات حتى تصل إلى مقياس صناعي متعدد الكيلوغرامات، وتوفر حلاً أرخص وأسرع بكثير للقيام بحقن متعددة على أنظمة HPLC.
تكون الدقة (أو القدرة على فصل المزيج) على نظام LPLC أقل دائما مقارنة مع HPLC ، حيث أن مواد التعبئة في عمود HPLC يمكن أن تكون أصغر بكثير، وعادة ما يكون 5 ميكرومتر فقط مما يزيد من مساحة سطح الطور الثابت، مما يزيد التفاعلات السطحية ويعطي فصل أفضل. ومع ذلك، فإن استخدام وسائط التعبئة الصغيرة هذه يسبب ارتفاع الضغط الخلفي ولهذا السبب يطلق عليه كروماتوغرافيا سائلة عالية الضغط. عادة ما تكون أعمدة LPLC محملة بسليكا تبلغ حوالي 50 ميكرومتر، وبالتالي تقلل من ضغط الظهر والقرار، ولكنها تزيل أيضًا الحاجة إلى مضخات الضغط المرتفع. بدأت الشركات المصنعة الآن في الانتقال إلى أنظمة تحليل كروماتوجرافي وميضي عالي الضغط ووصفتها بأنها أنظمة كروماتوجرافيا سائلة ذات ضغط متوسط (MPLC) تعمل فوق 1 ميجا باسكال (150 رطل / بوصة مربعة).

## حساب دقة الفصل الكروماتوجرافي
عادة، يتم إعداد العمود اللوني مع مضخات تمعجية، مخازن المتدفقة وعينة الحل من خلال الجزء العلوي من العمود. تمر المحاليل والمخازن عبر العمود حيث يجمع مجمّع الكسور في نهاية إعداد العمود العينات المُصححة. قبل تجميع الكسور، تمر العينات التي يتم جمعها من العمود عبر كاشف مثل مقياس الطيف الضوئي أو مطياف الكتلة بحيث يمكن تحديد تركيز العينات المنفصلة في خليط محلول العينة.
على سبيل المثال، إذا كنت ستفصل بين بروتينين مختلفين بقدرات ربط مختلفة للعمود من عينة حل، يكون نوع جيد من الكاشف عبارة عن مقياس ضوئي باستخدام طول موجة 280 نانومتر. وكلما زاد تركيز البروتين الذي يمر عبر المحلول المخفف من خلال العمود، كلما ازداد امتصاص هذا الطول الموجي.
بما أن عمود كروماتوغرافيا العمود له تدفق مستمر من المحلول المخفف الذي يمر عبر الكاشف بتركيزات مختلفة، فيجب على الكاشف أن يرسم تركيز العينة المستخلصة على مدار الزمن. تسمى هذه المؤامرة من تركيز العينة مقابل الوقت كروماتوغرام.
الهدف النهائي من اللوني لفصل المكونات المختلفة من خليط الحل. يعبر القرار عن مدى الفصل بين المكونات من الخليط. كلما كان تحليل اللوني أعلى، كلما ازدادت درجة فصل العينات التي يعطيها العمود. تعتبر هذه البيانات طريقة جيدة لتحديد خصائص فصل العمود الخاصة بتلك العينة. يمكن حساب القرار من اللوني.
تمثل المنحنيات المنفصلة في الرسم التخطيطي تراكيز مختلفة لتركيز التركيز مع الوقت على أساس تقاربها مع راتنج العمود. لحساب الدقة، يلزم توفير وقت الاحتفاظ وعرض المنحنى.
وقت الاستبقاء هو الوقت المستغرق منذ بدء الكشف عن الإشارة بواسطة الكاشف إلى ارتفاع ذروة ملف تركيز الشطف لكل عينة مختلفة.
عرض المنحنى هو عرض منحنى تركيز التباين للعينات المختلفة في المخطط الكروماتوجرافي بوحدات الزمن.
هناك طريقة مبسطة لحساب دقة اللوني هو استخدام نموذج اللوحة. [7] يفترض نموذج اللوحة أن العمود يمكن تقسيمه إلى عدد معين من الأقسام، أو الألواح، ويمكن حساب توازن الكتلة لكل صفيحة فردية. هذا النهج يقترب من منحنى كروماتوجرافي نموذجي كمنحنى توزيع غوسي. من خلال القيام بذلك، يتم تقدير عرض المنحنى بـ 4 أضعاف الانحراف المعياري للمنحنى، 4σ. وقت الاستبقاء هو الوقت من بداية الكشف عن الإشارة إلى وقت ارتفاع ذروة المنحنى الغوسي.
من المتغيرات في الشكل أعلاه، يمكن حساب الدقة، ورقم اللوحة، وارتفاع لوحة نموذج لوحة العمود باستخدام المعادلات:
القرار (روبية)
Rs = 2 (tRB - tRA) / (wB + wA)
أين:
tRB = زمن الاحتفاظ بالمذاب B
tRA = وقت الاحتفاظ بالمذاب A
wB = عرض منحنى غوسي للمذاب ب
wA = عرض منحنى غوسي للمذاب A
رقم اللوحة (N):
N = (tR) 2 / (w / 4) 2
ارتفاع اللوحة (h):
H = L / N
حيث L هو طول العمود.

## توازن امتزاز العمود
بالنسبة لعمود الامتزاز، يتكون راتنج العمود (المرحلة الثابتة) من microbeads. حتى الجزيئات الأصغر مثل البروتينات والكربوهيدرات والأيونات المعدنية أو غيرها من المركبات الكيميائية تترافق مع الميكروبيدات. يمكن افتراض أن كل جسيم ملزم مرتبط بالميكروبهيد يرتبط بنسبة 1: 1 مع عينة المذاب المرسلة عبر العمود الذي يحتاج إلى تنقية أو فصل.
الربط بين الجزيء المستهدف ليتم فصله وجزيء الارتباط على حبات العمود يمكن نمذجته باستخدام تفاعل توازن بسيط Keq = [CS] / ([C] [S]) حيث يكون Keq ثابت التوازن، [C] و [ S] هي تركيزات جزيء الهدف وجزيء الارتباط على راتنج العمود، على التوالي. [CS] هو تركيز مركب الجزيء المستهدف المرتبط بعمود الراتنج. [7]
باستخدام هذا كقاعدة، يمكن استخدام ثلاثة متساويوصات مختلفة لوصف ديناميكيات ربط كروماتوجرافي العمود: الخطي، Langmuir ، و Freundlich.
يحدث isotherm خطي عندما يكون تركيز المذاب المطلوب لتنقيته صغيرا جدا بالنسبة إلى جزيء الارتباط. وهكذا، يمكن تعريف التوازن على النحو التالي:
[CS] = Keq [C].
بالنسبة للاستخدامات على نطاق صناعي، يجب مراعاة جزيئات الارتباط الكاملة على خرز راتينج العمود لأن المواقع غير المأهولة يجب أن تؤخذ بعين الاعتبار. إن متساوي الساقين Langmuir و Freundlich isotherm مفيدان في وصف هذا التوازن. Langmuir Isotherm:
[CS] = (KeqStot [C]) / (1 + Keq [C]) ، حيث Stot هي جزيئات الارتباط الكاملة على الخرز.
فروستليتش متساوي الحرارة:
[CS] = Keq [C] 1 / n
يتم استخدام متساوي Freundlich عندما يمكن ربط العمود للعديد من العينات المختلفة في الحل الذي يحتاج إلى تنقية. نظرًا لأن العديد من العينات المختلفة لها ثوابت ربط مختلفة للخرز، فهناك العديد من أنواع Keq المختلفة. لذلك، isotherm Langmuir ليس نموذجًا جيدًا للربط في هذه الحالة.